# 奥尼翁河畔佩里尼
奧尼翁河畔佩里尼（法語：Perrigny-sur-l'Ognon，法語發音：[pɛʁiɲi syʁ lɔɲɔ̃]）是法国科多尔省的一个市镇，属于第戎区。

## 地理
奥尼翁河畔佩里尼（47°18'40"N, 5°26'53"E）面积18.92 平方千米，位于法国勃艮第-弗朗什-孔泰大區科多尔省，该省份为法国中东部省份，北起奥布省，西接涅夫勒省和约讷省，南至索恩-卢瓦尔省，东南接汝拉省，东临上索恩省，东北部与上马恩省接壤。
与奥尼翁河畔佩里尼接壤的市镇（或旧市镇、城区）包括：维耶尔韦日、索恩河畔蓬塔耶、克莱里、索恩河畔厄耶、索恩河畔马克西利、布鲁瓦-欧比涅-蒙瑟尼、尚帕涅。

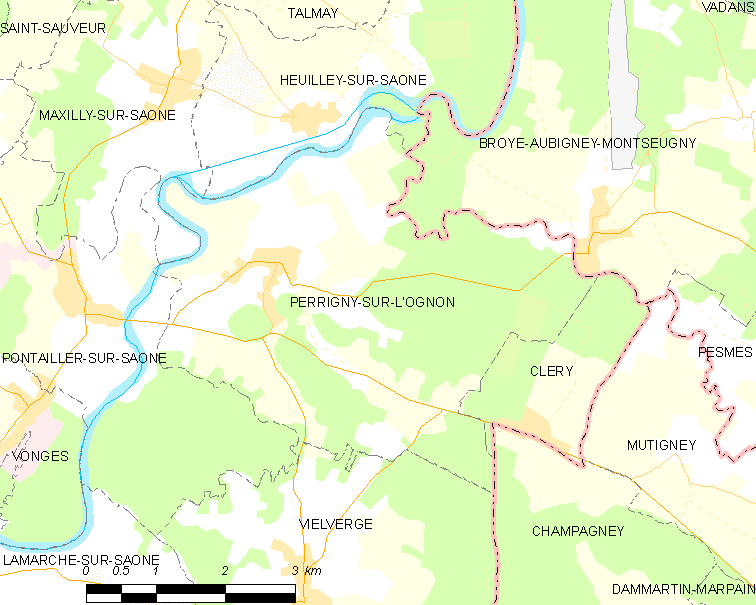
奥尼翁河畔佩里尼的OSM定位图

奥尼翁河畔佩里尼的时区为UTC+01:00、UTC+02:00（夏令时）。

## 行政
奥尼翁河畔佩里尼的邮政编码为21270，INSEE市镇编码为21482。

## 政治
奥尼翁河畔佩里尼所属的省级选区为欧克索讷县。

## 人口

1962-2008年间奥尼翁河畔佩里尼人口变化图示

奥尼翁河畔佩里尼于2022年1月1日时的人口数量为645人。